# Festival Internacional de Cine de Berlín 1955
La 5ª edición del Festival de Cine de Berlín se llevó a cabo desde el 24 de junio al 5 de julio de 1955. El festival de este año no hizo entrega de premios oficiales del jurado, sino que se otorgaron premios por votación de la audiencia. Esto continuó hasta que el FIAPF coincidió en Berlín el "Estatus A" el 1956.

## Películas en competición
La siguiente lista presenta a las películas que compiten por Oso de Oro:
| Título en español               | Título original                | Director(es)                | País         |
| ------------------------------- | ------------------------------ | --------------------------- | ------------ |
| Carmen Jones                    | Carmen Jones                   | Otto Preminger              | EE. UU.      |
| Continente perdido              | Continente perduto             | Enrico Gras y Giorgio Moser | Italia       |
| Las ratas                       | Die Ratten                     | Robert Siodmak              | RFA          |
| Im Schatten des Karakorum       | Im Schatten des Karakorum      | Eugen Schuhmacher           | RFA          |
| Marcelino pan y vino            | Marcelino pan y vino           | Ladislao Vajda              | España       |
| Burbujas de París               | Pantomimes                     | Paul Paviot                 | Francia      |
| Siam                            | Siam                           | Ralph Wright                | EE. UU.      |
| La desaparición de las praderas | The Vanishing Prairie          | James Algar                 | EE. UU.      |
| Zimmerleute des Waldes          | Zimmerleute des Waldes         | Heinz Sielmann              | RFA          |
| Nukkekauppias ja kaunis Lilith  | Nukkekauppias ja kaunis Lilith | Jack Witikka                | Finlandia    |
| The Plot to Assassinate Hitler  | Der 20. Juli                   | Falk Harnack                | West Germany |
| La tentación vive arriba        | The Seven Year Itch            | Billy Wilder                | EE. UU.      |

## Palmarés
Los siguientes premios fueron entregados por el jurado popular:
- Oso de Oroː Las ratas de Robert Siodmak
- Oso de Plataː Marcelino pan y vino de Ladislao Vajda
- Oso de bronceː Carmen Jones de Otto Preminger
- Gran medalla de oro (documentales y películas culturales): La desaparición de las praderas de James Algar
- Gran medalla de plata (documentales y películas culturales): Continente perdido de Enrico Gras y Giorgio Moser
- Gran medalla de bronce (documentales y películas culturales): Im Schatten des Karakorum by Eugen Schuhmacher
- Pequeña medalla de oro (Cortometraje): Zimmerleute des Waldes de Heinz Sielmann
- Pequeña medalla de plata (Cortometraje): Siam de Ralph Wright
- Pequeña medalla de bronce (Cortometraje): Burbujas de París de Paul Paviot